# 吉住梢
吉住 梢（よしずみ こずえ、1979年9月7日 - ）は、日本の女性声優。所属事務所はアーツビジョン。東京都出身。本名同じ。

## 来歴
日本ナレーション演技研究所出身。

## 人物
趣味・特技は、ショッピング・音楽鑑賞・読書・絵画・イラストを描くこと。
元バンギャル。特に名古屋のヴィジュアル系バンドの追っかけをしていた。最前下手が定位置。ドールやファッションにも詳しい。
東京都出身ではあるが、たまには訛ることも。声優ユニットらいむ隊ARMYなどのメンバーの一人でもある。家族構成は、両親と弟が一人。

## 出演
太字はメインキャラクター。

### テレビアニメ
1996年
- 勇者指令ダグオン

1998年
- アキハバラ電脳組（桜上水すずめ）
- カウボーイビバップ（少女B）
- セクシーコマンドー外伝 すごいよ!!マサルさん（マネージャー、A子）

1999年
- エデンズボゥイ（サクラ）
- KAIKANフレーズ（祐子）
- 魔法使いTai!（ナオミ）

2000年
- ブギーポップは笑わない Boogiepop Phantom（高木理事、高井理恵）
- 六門天外モンコレナイト（エルフC）

2001年
- ギャラクシーエンジェル（受付嬢、子供）
- ジーンシャフト（ナターシャ、ナース）

2004年
- KURAU Phantom Memory（少女）
- 爆裂天使（シャーリー）
- 花右京メイド隊 La Verite（れもん）
- 双恋（千草初）

2005年
- フタコイ オルタナティブ（千草初）
- らいむいろ流奇譚X CROSS〜恋、教ヘテクダサイ。〜（鍋島綾）

2006年
- 桜蘭高校ホスト部（宝積寺れんげ）
- 姫様ご用心（美涼葵）

2007年
- かみちゃまかりん（烏丸リカ、烏丸妃路）
- 東京魔人學園剣風帖 龖（比良坂紗夜）

2009年
- 真・恋姫†無双（2009年 - 2010年、張梁） - 2シリーズ
- DARKER THAN BLACK -流星の双子-（沢崎耀子）

2012年
- トータル・イクリプス（煌武院悠陽）

### OVA
- フォトン（1998年、コロちゃん）
- スライム冒険記 海だ、イエ〜（1999年）
- Happy World!（2002年、可奈子）
- みずいろ（2003年、進藤むつき）
- アカネマニアックス（2004年、玉野まゆ）
- 鬼公子炎魔（2006年、鮎川アユ）
- 君が望む永遠〜Next Season〜（2006年、玉野まゆ）
- 電波的な彼女（2009年、堕花光）
- 真・恋姫†無双〜乙女大乱〜 †あわわっDVD/Blu-ray第七巻はOVAすぺしゃるです〜†（2011年、張梁）

### 劇場アニメ
- 劇場版 天地無用! 真夏のイヴ（1997年）
- アキハバラ電脳組 2011年の夏休み（1999年、桜上水すずめ）

### Webアニメ
- あゆまゆ劇場（2006年、玉野まゆ）

### ゲーム
1996年
- ファイアーウーマン纏組

1997年
- ヴァンパイアセイヴァー（エミリー、ガロン〈女装やられ〉）

1998年
- 東京魔人學園剣風帖（比良坂紗夜）
- 英雄志願 -Gal Act Heroism-（コズエ）

1999年
- グリントグリッター（芽川ミキ、タマ）
- LOVE&DESTROY（KiKi）
- Little Lovers SHE SO GAME（池田一枝、女子陸上部員A）

2002年
- 東京魔人學園外法帖（比良坂）
- みずいろ（進藤むつき）

2003年
- スターオーシャン Till the End of Time（クレア・ラーズバード）

2004年
- スターオーシャン Till the End of Time ディレクターズカット（クレア・ラーズバード、ルミナ・G・ドギー）
- 東京魔人學園外法帖血風録（比良坂）
- 双恋 -フタコイ-（千草初）

2005年
- フタコイ オルタナティブ 恋と少女とマシンガン（千草初）
- 双恋島〜恋と水着のサバイバル〜（千草初）
- Like Life an hour（小林唯月、信子、氷庫、あかり）
- ラムネ〜ガラスびんに映る海〜（女将）

2006年
- I/O（篠塚真佐実、篠塚真佑実）
- マブラヴ オルタネイティヴ 全年齢版（煌武院悠陽）

2009年
- アンティフォナの聖歌姫 〜天使の楽譜 Op.A〜（リリー・ドルファー、レント、エリンギャー）

2010年
- 真・恋姫†夢想 〜乙女繚乱☆三国志演義〜（張梁）
- ティンクル☆くるせいだーすGoGo!（御陵彩錦）

2013年
- キサラギGOLD★STAR -NONSTOP GO GO!!-（羽音々翼）

2014年
- マブラヴ オルタネイティヴ トータル・イクリプス（煌武院悠陽） - PC版

2016年
- スターオーシャン:アナムネシス（クレア・ラーズバード）

2020年
- 九龍妖魔學園紀 ORIGIN OF ADVENTURE（舞草奈々子）

2024年
- レスレリアーナのアトリエ 〜忘れられた錬金術と極夜の解放者〜（シア・ドナースターク）

### ドラマCD
- I/O drama CD Overbrowse Damsel（篠塚真佐実、篠塚真佑実）
- アキハバラ電脳組シリーズ（桜上水すずめ）
  - アキハバラ電脳組ドラマシアター〜Dennohgumi-2010・秋
  - アキハバラ電脳組ドラマシアター〜Dennohgumi-2010・夏
  - アキハバラ電脳組ドラマシアター〜Dennohgumi-2010・春
  - FIRST ANNIVERSARY アキハバラ電脳組
  - SECOND ANNIVERSARY アキハバラ電脳組
- 桜蘭高校ホスト部 ホスト部、栄光の歴史を語る!（宝積寺れんげ）
- 花右京メイド隊 La Veriteシリーズ（れもん）
  - 花右京メイド隊 La Verite ドラマCD あふたぬーん編
  - 花右京メイド隊 La Verite ドラマCD もーにんぐ編
- 真・恋姫†無双 どらまCD（張梁、へび）
- スターオーシャン Till the End of Time Vol.1 新しき風の凱歌（クレア・ラーズバード）
- 是 -ZE-（紅緒）
- 声優刑事（榎本夕子）
- 東京魔人學園 黄龍祭 第弐巻（比良坂紗夜）
- フォトン（コロちゃん）
- 双恋シリーズ（千草初）
  - 電撃G'sマガジン2004年11月号付録スペシャルドラマCD
  - 双恋ドラマアルバム twinkle bright
- プリンセスメーカー Go!Go! プリンセス〜お城でどっきり!最終審査突破大作戦〜（メロディ・ブルー）
- TVアニメ「らいむいろ流奇譚X」オリジナルドラマ 式神温泉 みつごの湯（2005年、鍋島綾）

### 吹き替え

#### 映画
- プリティ・プリンセス（ラナ〈マンディ・ムーア〉）

#### ドラマ
- スピン・シティ（ミュリエル）

#### アニメ
- アンジェラ・アナコンダ（カーリーン）

### ラジオ
- 君のぞらじお
- ラジオあゆまゆ劇場
- 良子と羽衣の姫様放送局（ゲスト）
- 東京魔人學園放送部（ゲスト）

### パチスロ
- 青ドンシリーズ（葉月）
- 赤ドンシリーズ（葉月）
- 緑ドンシリーズ（葉月）
- 出番だ!葉月ちゃん（葉月）

### ナレーション
- ラジオCM トヨタビスタ信州
- テレビCM
  - 人生ゲーム
  - スーパーたまごっち
  - タカラクリスタ
  - マジカルドロップ
  - ルーレットコントローラー

### 映像商品
- アニフェス2004冬祭り〜下級生2＆らいむいろ流奇譚X イベントDVD〜（2005年3月25日）
- 双恋 LIVE〜バレンタインパニック〜（2005年6月22日）

## ディスコグラフィ

### キャラクターソング
| 発売日   | タイトル                                                                   | 名義 | 楽曲                                                            | 備考                                                                                        |
| 1998年   | 1998年                                                                     | 1998年 | 1998年                                                          | 1998年                                                                                      |
| -------- | -------------------------------------------------------------------------- | --- | --------------------------------------------------------------- | ------------------------------------------------------------------------------------------- |
| 9月4日   | Rubification - C.T.i.A/C.I.S                                               | 桜上水すずめ（吉住梢） | 「ほめてほめてほめて」                                          | テレビアニメ『アキハバラ電脳組』関連曲                                                      |
| 11月27日 | FIRST ANNIVERSARY アキハバラ電脳組                                         | 花小金井ひばり（島涼香）、桜上水すずめ（吉住梢）、東十条つぐみ（浅川悠） | 「EVE-EVE MERRY CHRISTMAS」                                     | テレビアニメ『アキハバラ電脳組』関連曲                                                      |
| 1999年   |                                                                            | |                                                                 |                                                                                             |
| 4月3日   | アキハバラ電脳組ドラマシアター〜Dennohgumi-2010・夏                        | 花小金井ひばり（島涼香）、桜上水すずめ（吉住梢）、東十条つぐみ（浅川悠） | 「KEEP ON SMILING!」                                            | テレビアニメ『アキハバラ電脳組』関連曲                                                      |
| 6月4日   | アキハバラ電脳組ドラマシアター〜Dennohgumi-2010・秋                        | 花小金井ひばり（島涼香）、桜上水すずめ（吉住梢）、東十条つぐみ（浅川悠） | 「夢の味方」                                                    | テレビアニメ『アキハバラ電脳組』関連曲                                                      |
| 7月23日  | アキハバラ電脳組ドラマシアター〜Dennohgumi-2010・春                        | 花小金井ひばり（島涼香）、桜上水すずめ（吉住梢）、東十条つぐみ（浅川悠） | 「Distance」 「Go for dream〜夢の扉をあけて」                   | テレビアニメ『アキハバラ電脳組』関連曲                                                      |
| 2004年   |                                                                            | |                                                                 |                                                                                             |
| 5月21日  | Voice of heart                                                             | れもん（吉住梢）、まろん（門脇舞）、めろん（吉川由弥） | 「お世話します！」                                              | テレビアニメ『花右京メイド隊 La Vérité』エンディングテーマ                                  |
| 9月23日  | 甘辛日夜〜Ama-Kara Night&Day〜                                             | 桜月キラ（伊月ゆい）、桜月ユラ（綱掛裕美）、一条薫子（堀江由衣）、一条菫子（小清水亜美）、白鐘沙羅（水橋かおり）、白鐘双樹（門脇舞）、雛菊るる（長谷川静香）、雛菊らら（落合祐里香）、千草初（吉住梢）、千草恋（桑谷夏子）、桃衣愛（たかはし智秋）、桃衣舞（三五美奈子） | 「甘辛日夜〜Ama-Kara Night&Day〜」                              | テレビアニメ『双恋』イメージソング                                                          |
| 9月23日  | 甘辛日夜〜Ama-Kara Night&Day〜                                             | 桜月キラ（伊月ゆい）、桜月ユラ（綱掛裕美）、一条薫子（堀江由衣）、一条菫子（小清水亜美）、白鐘沙羅（水橋かおり）、白鐘双樹（門脇舞）、雛菊るる（長谷川静香）、雛菊らら（落合祐里香）、千草初（吉住梢）、千草恋（桑谷夏子）、桃衣愛（たかはし智秋）、桃衣舞（三五美奈子） | 「宝物」                                                        | テレビアニメ『双恋』イメージソング                                                          |
| 9月23日  | 双恋 character song series #4 千草初&恋                                    | 千草初（吉住梢）、千草恋（桑谷夏子） | 「ほほえみください」 「硝子だからそっと…」                      | テレビアニメ『双恋』イメージソング                                                          |
| 12月22日 | FU・WA・RI 告白!                                                           | 桜月キラ（伊月ゆい）、桜月ユラ（綱掛裕美）、一条薫子（堀江由衣）、一条菫子（小清水亜美）、白鐘沙羅（水橋かおり）、白鐘双樹（門脇舞）、雛菊るる（長谷川静香）、雛菊らら（落合祐里香）、千草初（吉住梢）、千草恋（桑谷夏子）、桃衣愛（たかはし智秋）、桃衣舞（三五美奈子） | 「FU・WA・RI 告白！」                                           | ゲーム『双恋 -フタコイ-』オープニングテーマ                                                 |
| 12月22日 | FU・WA・RI 告白!                                                           | 桜月キラ（伊月ゆい）、桜月ユラ（綱掛裕美）、一条薫子（堀江由衣）、一条菫子（小清水亜美）、白鐘沙羅（水橋かおり）、白鐘双樹（門脇舞）、雛菊るる（長谷川静香）、雛菊らら（落合祐里香）、千草初（吉住梢）、千草恋（桑谷夏子）、桃衣愛（たかはし智秋）、桃衣舞（三五美奈子） | 「わいわいLove balloon」                                        | ゲーム『双恋 -フタコイ-』イメージソング                                                     |
| 2005年   |                                                                            | |                                                                 |                                                                                             |
| 1月26日  | 至純花/黄昏少女                                                            | らいむ隊Army | 「至純花」                                                      | PCゲーム・テレビアニメ『らいむいろ流奇譚X CROSS〜恋、教ヘテクダサイ。〜』オープニングテーマ |
| 1月26日  | 至純花/黄昏少女                                                            | らいむ隊Army | 「黄昏少女」                                                    | PCゲーム・テレビアニメ『らいむいろ流奇譚X CROSS〜恋、教ヘテクダサイ。〜』エンディングテーマ |
| 2月23日  | らいむいろ流奇譚X CROSS〜恋、教ヘテクダサイ。〜 CHARACTER VOCAL COLLECTION | 島つむぎ（門脇舞）、鍋島綾（吉住梢） | 「Endless Call」                                                | テレビアニメ『らいむいろ流奇譚X CROSS〜恋、教ヘテクダサイ。〜』関連曲                       |
| 2月23日  | らいむいろ流奇譚X CROSS〜恋、教ヘテクダサイ。〜 CHARACTER VOCAL COLLECTION | 鍋島綾（吉住梢） | 「お注射chu!」                                                  | テレビアニメ『らいむいろ流奇譚X CROSS〜恋、教ヘテクダサイ。〜』関連曲                       |
| 7月6日   | 恋泥棒ごっこ                                                               | 桜月キラ（伊月ゆい）、桜月ユラ（綱掛裕美）、一条薫子（堀江由衣）、一条菫子（小清水亜美）、白鐘沙羅（水橋かおり）、白鐘双樹（門脇舞）、雛菊るる（長谷川静香）、雛菊らら（落合祐里香）、千草初（吉住梢）、千草恋（桑谷夏子）、桃衣愛（たかはし智秋）、桃衣舞（三五美奈子） | 「恋泥棒ごっこ」                                                | ゲーム『フタコイ オルタナティブ 恋と少女とマシンガン』オープニングテーマ                    |
| 2008年   |                                                                            | |                                                                 |                                                                                             |
| 6月25日  | 君が望む永遠〜Next Season〜 キャラクターイメージCD vol.3                   | 大空寺あゆ（浅井清己）、玉野まゆ（吉住梢） | 「ウェイトレス物語」                                            | OVA『君が望む永遠〜Next Season〜』イメージソング                                            |
| 2009年   |                                                                            | |                                                                 |                                                                                             |
| 12月16日 | 「真・恋姫†無双」キャラクターソングCD 一「数え役萬☆姉妹(張三姉妹)」        | 数え役萬☆姉妹 | 「YUME 蝶ひらり」 「乙女のチカラ」 「あいはだってだって最強！」 | テレビアニメ『真・恋姫†無双』挿入歌                                                         |
| 2010年   |                                                                            | |                                                                 |                                                                                             |
| 7月21日  | 真・恋姫†無双 歌将大乱                                                     | 数え役萬☆姉妹 | 「ダイジョウブ！」                                              | テレビアニメ『真・恋姫†無双』挿入歌                                                         |

### ユニットメンバー
1. ↑  門脇舞、今井麻美、柏木弘美、水野愛日、吉住梢
2. 1 2  張角（岡嶋妙）、張宝（梅原千尋）、張梁（吉住梢）

1. 1 2 3 4 5 6 7  “吉住梢”.   アーツビジョン. 2024年3月17日閲覧。
2. ↑  “吉住梢｜声優名鑑”.   声優グランプリweb. 2021年4月16日閲覧。
3. ↑  “吉住梢”. Excite News. エキサイト株式会社 2021年4月16日閲覧。
4. ↑  “アキハバラ電脳組 : 作品情報”.   アニメハック. 2020年12月3日閲覧。
5. ↑  “姫様ご用心”.   メディア芸術データベース. 2016年8月28日閲覧。
6. 1 2  『ALL ABOUT ヴァンパイア セイヴァー』電波新聞社、1997年7月31日、322頁。ISBN 978-4-88554-474-3。
7. ↑  “キャラクター”.   キサラギGOLD★STAR -NONSTOP GO GO!!-. 2013年5月1日閲覧。